# Joan Higginbotham
Joan Elizabeth Miller Higginbotham (Chicago, 3 de agosto de 1964) é uma ex-astronauta dos Estados Unidos, integrante da missão STS-116 do ônibus espacial Discovery, que subiu ao espaço em 9 de dezembro de 2006.
Bacharel em Ciências com mestrado em Sistemas Espaciais, Joan começou sua carreira na NASA em 1987, trabalhando no Centro Espacial John F. Kennedy como especialista de carga no programa do ônibus espacial.
Em 1996 entrou para o programa de astronautas e foi ao espaço pela primeira vez em 2006 na nave Discovery, como tripulante da STS-116, com a tarefa principal de operar o sistema remoto de manipulação da Estação Espacial Internacional. Como um de seus colegas de voo foi o astronauta Robert Curbeam, a missão STS-116 foi a primeira da história a conduzir dois afro-americanos num mesmo voo espacial. Este voo teve a duração de 12 dias, 20 horas e 44 minutos, completando 203 voltas em torno da Terra. Higginbotham retirou-se do programa espacial em 30 de novembro de 2007.